# Bataille du Cap Ecnome
Première guerre punique
Batailles
- Messine
- Agrigente
- Îles Lipari
- Pointe d'Italie
- Mylae
- Sulci
- Tyndaris
- Cap Ecnome
- Adys
- Tunis
- 1re Panormus
- 2e Panormus
- Lilybée
- Drépane
- Phintias
- Drépane
- Mont Héricté
- 1re Mont Eryx
- 2e Mont Eryx
- Îles Égades

La bataille du Cap Ecnome, qui s'est livrée en 256 av. J.-C. entre Rome et Carthage dans le cadre de la première guerre punique, est considérée comme l'une des plus grandes batailles navales de l'Histoire. Polybe, historien grec ami de Scipion Émilien et expert en art militaire, l'a décrite avec abondance de détails.

## Situation
La première guerre punique dure depuis huit ans. Rome et Carthage se sont affrontées sur terre à Agrigente et en d'autres confrontations mineures sur mer (Lipari, Mylae, Sardaigne et Tindari). Cette dernière bataille navale, en 257 av. J.-C., indique aux deux adversaires qu'ils sont à égalité et qu'ils doivent faire un effort supplémentaire pour réussir à s'imposer définitivement. Dans cet objectif, aussi bien Rome que Carthage augmentent la taille de leurs flottes.

Carthage doit apporter des renforts importants aux forces terrestres qui subissent en Sicile la puissance des légions de Rome et perdent peu à peu les cités conquises sur l'île après des siècles de guerre. Rome comprend pour sa part que l'effort doit être porté directement sur le territoire métropolitain des Carthaginois afin de détourner les troupes carthaginoises de la Sicile et terminer ainsi sa conquête. La première guerre punique est d’ailleurs appelée par les Romains la « guerre de Sicile ». Par conséquent, durant l'été 256 av. J.-C., les Romains : 
« ...levèrent l'ancre avec 360 navires longs couverts et abordèrent à Messana. Ils levèrent l'ancre de là, ils naviguèrent ayant la Sicile à leur droite et, doublé le Pachino, ils poussèrent jusqu'à Ecnome en raison du fait que l'armée de terre aussi se trouvait dans ces mêmes lieux. Les Carthaginois levèrent l'ancre avec 350 navires couverts, ils accostèrent à Lilybée et de là abordèrent à Héracléa Minoa. »
Polybe, source fiable, calcule que chaque navire romain transportait 300 rameurs et 120 soldats de marine. Il en déduit une force navale de 140 000 hommes. Avec un calcul analogue, les Carthaginois sont accrédités de 150 000 hommes. Les chiffres de Polybe alternativement discutés ou acceptés par les historiens montrent une confrontation de dimension épique. Plus de 700 navires et presque 300 000 hommes allaient s'affronter. Par comparaison, la bataille du golfe de Leyte, la plus grande bataille navale de la Seconde Guerre mondiale dans le Pacifique,, opposa 20 porte-avions et 245 navires en tout.

## Formations
La formation adoptée par les Romains prévoit deux navires à six rangées de rames avec un consul à bord de chacun. Les consuls sont Lucius Manlius Vulso Longus et Marcus Atilius Regulus qui remplace Quintus Caedicius mort au cours de sa charge. De chaque côté du sommet d'un triangle sont placées deux lignes de navires et une troisième ligne vient fermer la base du triangle. Cette troisième escadre doit tirer et protéger les navires de transport contenant les chevaux et l'équipement nécessaire à l'invasion du territoire carthaginois. Une quatrième ligne de navire, plus distante de la base du triangle, ferme la formation avec le rôle d'arrière-garde : 
« Il résulta un coin dont le sommet était concave, la base compacte et tout l'ensemble efficace et pratique et en même temps difficile aussi à rompre. »
La formation carthaginoise est quant à elle disposée en mettant trois quarts des navires sur une seule ligne poussant l'aile droite vers la haute mer, le dernier quart, plié en angle, formant l'aile gauche du dispositif qui ainsi vient mouiller sur la terre ferme et se trouve protégé des attaques navales sur ce côté. Cette aile est commandée par Hamilcar Barca, le vaincu de la bataille de Tindari tenue l'année précédente. Le commandement des navires les plus puissants et rapides, positionnés à l'extrême aile gauche qui doit encercler la formation romaine, est confié à Hannon le Grand qui a déjà vu ses forces battues à la bataille d'Agrigente.

## Bataille

Reconstitution des mouvements

Dès le début du combat et suivant les ordres reçus, les navires du centre de la formation carthaginoise se retournent pour fuir et attirer les navires romains afin de disloquer la formation. Les navires romains en pointe se lancent à la poursuite alors que les navires de transport et la ligne d'arrière-garde avancent lentement en maintenant la formation. Les navires carthaginois de l'aile gauche se déchainent sur cette formation plus lente quand ils voient que la pointe romaine s'est suffisamment éloignée. En raison de leur plus grande vitesse, les Carthaginois réussissent à approcher et à se retirer avec plus de sécurité. Les navires romains utilisent encore les corbeaux et ils peuvent donc immobiliser les navires ennemis, permettant ainsi à leurs troupes terrestres de combattre comme elles sont habituées à le faire sur la terre ferme. Dans le même temps, l'aile droite carthaginoise, qui s'est déplacée en haute mer, débute la manœuvre pour attaquer les navires de la dernière ligne romaine en les mettant en difficulté et en tentant de compléter l'encerclement. Enfin, la formation de l'aile gauche, changeant de position, attaque les navires remorqueurs. Ceux-ci doivent couper les câbles de remorquage et débuter à leur tour un dur combat : 
« ...dans l'ensemble, le combat se fit en trois endroits et trois batailles navales se déroulèrent à des distances importantes les unes des autres. »
L'issue de la bataille se décide quand les vaisseaux d'Hamilcar repoussés prennent la fuite, ce qui permet à Manlius Vulso de revenir vers la formation romaine en remorquant les navires capturés. Dans le même temps, Marcus Atilius et les siens naviguent au secours des navires de la dernière ligne. Ces combattants qui commencent à succomber à l'attaque d'Hannon le Grand reprennent courage. Les Carthaginois se retrouvent attaqués de face et de dos et, pour ne pas être encerclés, ils doivent abandonner le combat et s'éloignent en haute mer. Les deux escadres des consuls se lancent alors au secours de ceux qui sont en danger et qui réussirent à résister grâce à la crainte que les Carthaginois avaient des mains de fer et du combat rapproché. Les Carthaginois encerclés abandonnent 50 navires aux mains des Romains et peu réussissent à fuir le long de la côte.

## Après la bataille
Selon Polybe, les Romains perdent 24 navires et aucun n'est capturé alors que 64 navires carthaginois tombent entre les mains des Romains. Retrouvant la terre ferme, les Romains célèbrent la victoire par une distribution de prix aux équipages. Ils réparent également les navires capturés et les intègrent à leur flotte. Après un complément de provisions, ils appareillent en direction de l'Afrique du Nord. Ils touchent terre à proximité d'une cité appelée Aspis.